# 23. marinski polk (ZDA)
Za druge 23. polke glejte 23. polk.
23. marinski polk je marinski rezervni polk Korpusa mornariške pehote ZDA.
Trenutno je v sestavi 4. marinske divizije.

## Organizacija
- Štabna četa
- 1. bataljon 23. marinskega polka
- 2. bataljon 23. marinskega polka
- 3. bataljon 23. marinskega polka
- TOW vod